# منتخب الصين لكرة الصالات للسيدات
منتخب الصين لكرة الصالات للسيدات هو ممثل الصين الرسمي في المنافسات الدولية في كرة الصالات للسيدات
.